# Ze Gordo
Ze Gordo (ur. 31 grudnia 1969 w Luandzie) – angolski piłkarz występujący na pozycji bramkarza. 

## Kariera klubowa
W swojej karierze Ze Gordo występował między innymi w Benfice Luanda.

## Kariera reprezentacyjna
W latach 1994–1995 w reprezentacji Angoli Ze Gordo rozegrał 2 spotkania. W 1996 roku został powołany do kadry na Puchar Narodów Afryki, zakończony przez Angolę na fazie grupowej. Nie zagrał jednak na nim w żadnym meczu.